# Ataque a la base aérea de Chujúyiv
El ataque a la base aérea de Chujúyiv tuvo lugar el 24 de febrero de 2022 en Chujúyiv, Óblast de Járkov, Ucrania, durante la invasión rusa de Ucrania de 2022.

## Antecedentes
La base aérea de Chujúyiv se encuentra en la ciudad de Chujúyiv en el óblast de Járkov en Ucrania. La base aérea albergaba drones Bayraktar TB2, así como los aeródromos militares en Starokostiantyniv y Mykolaiv.

## Ataque
En las primeras horas de la invasión militar rusa en Ucrania, un ataque con misiles rusos tuvo como objetivo la base aérea de Chujúyiv. Tras el ataque, la compañía estadounidense de tecnologías espaciales Maxar publicó imágenes satelitales de las secuelas del ataque. Según la información de OSINT, el ataque dejó daños en las áreas de almacenamiento de combustible y la infraestructura.